# Сан Марчелино (Казерта)
Сан Марчелино (итал. San Marcellino) је насеље у Италији у округу Казерта, региону Кампанија.
Према процени из 2011. у насељу је живело 12558 становника. Насеље се налази на надморској висини од 37 м.